# Hallelujah (píseň, Leonard Cohen)
„Hallelujah“ je píseň kanadského hudebníka Leonarda Cohena z roku 1984. Jde o druhý singl z jeho alba Various Positions, avšak na rozdíl od svého předchůdce „Dance Me to the End of Love“ měl mizivý úspěch. Píseň byla po několik let prakticky neznámá.

## Verze Johna Calea
V roce 1991 svou verzi nahrál velšský hudebník John Cale a píseň se stala známou. Cale si od Cohena vyžádal její text a následně faxem obdržel všech patnáct stran veršů. Caleova verze je hrána pouze na klavír a doprovází se zde zpěvem; Cale rovněž pozměnil původní text a zrychlil její tempo. Jeho verze poprvé vyšla na albu I'm Your Fan věnovaném právě Cohenovi a Cale ji často hrával i při koncertech (vyšla například na jeho koncertním albu Fragments of a Rainy Season). V roce 2016 byl představen nový videoklip k Caleově verzi písně (jde o koncertní verzi z alba Fragments of a Rainy Season). Režisérkou videoklipu byla Abigail Portner. Caleova verze byla rovněž v roce 1996 použita ve filmu Basquiat; mnohem většímu úspěchu se jí však dostalo roku 2001, kdy zazněla v animovaném filmu Shrek (přestože ve filmu je použita Caleova verze, na soundtracku vydaném na CD ji zpívá Rufus Wainwright). Caleovo aranžmá použil také Jeff Buckley, jehož verze se rovněž stala hitem. Později tuto píseň nahrálo mnoho dalších interpretů, mezi které patří například k.d. lang, Alexandra Burke nebo skupina Bon Jovi.

## České verze
- Zní nové Haleluja, český text Pavel Vrba, interpret Jitka Zelenková (2007)
- Desatero, český text Gabriela Osvaldová, interpret Lucie Bílá, album Bang! Bang! (2009)
- Hallelujah, český text Pavel Zajíc, interpret folková skupina Nezmaři, album Stopy bláznů (2014)
- Hallelujah, český text Hana Horecká, interpret country zpěvačka Hana Horecká, album Vánoce s Fešáky (2010)
- Haleluja, interpret folkový a trampský písničkář Wabi Daněk, album Solitéři (2013)
- Haleluja, český text Hana Sorrosová, interpret Jakub Smolík, album Ať se zastaví čas … (2010)
- Hallelujah, český text Ivan Mašek, interpret folková skupina Roháči (z Lokte), album Pojďte jen dál (2014)
- Hallelujah, český text Marek Vladár, interpret skupina Šeptem (2007)
- Hallelujah, český text a zpěv Jarmila Moosová
- Hallelujah, interpret dechovková skupina Mistříňanka
- Beránci ví svoje, český text Richard Lank, interpret Black Uganda Choir
- Chlapi jsou prý na ho..., interpret Morčata na útěku